# Aurelio Amendola
Aurelio Amendola (Pistoia, 19 gennaio 1938) è un fotografo italiano.
È noto per il suo lavoro sulla scultura di Michelangelo Buonarroti e ritratti di artisti del XX secolo.

## Biografia
Aurelio Amendola nasce a Pistoia nel 1938 e si avvicina alla fotografia alla fine degli anni Cinquanta, da autodidatta, come gran parte dei coetanei. A venti anni apre una propria bottega nella città natale. Nel 1966, in occasione di un viaggio a Roma organizzato dalla scuola d'arte di Pistoia, conosce lo storico dell'arte Gian Lorenzo Mellini, che lo invita a fotografare il pulpito di Sant'Andrea di Giovanni Pisano.
Le foto che seguono, scattate con una Hasselblad, a luce naturale e senza particolare strumentazione diventano materia per il volume fotografico sullo scultore medievale e al contempo il primo lavoro di Amendola in campo artistico. 
Il libro fotografico, edito da Electa, colpì Marino Marini, che chiese che fosse il giovane fotografo a illustrare il proprio volume antologico. Fu l'inizio di una carriera che lo portò a ritrarre, spesso in ambito di amicizia e complicità, molti dei maggiori artisti del secondo Novecento.
Nel corso degli anni il suo lavoro trovò un ambito privilegiato nella fotografia di scultura, che indaga con medesimo spirito di ricerca sia nelle opere di autori antichi e moderni (a partire dallo stesso Pisano, Jacopo della Quercia, Donatello, sino a Bernini, Canova), che in quelle di autori contemporanei. 

All'inizio degli anni Novanta si concentra sulla scultura di Michelangelo, che diventa l'autore più frequentato dal fotografo, e al contempo il caposaldo del suo utilizzo del bianco e nero. Nel 1994 il volume Un occhio su Michelangelo, dedicato alla Sagrestia Nuova di San Lorenzo a Firenze, vinse il premio italiano per il miglior libro fotografico dell'anno. Nel testo Antonio Paolucci sottolineava il magistrale utilizzo del bianco e nero, ricercato in angolazioni insolite e la particolare modulazione di chiaroscuri in fase di stampa.
Congiuntamente al lavoro sulla scultura, venne chiamato da un numero crescente di artisti a documentarne l'opera all'interno dei loro studi. In alcuni dei ritratti che raccolse nella serie Happenings dal 2012, era il fotografo stesso a suggerire nuove ambientazioni: è il caso di Marino Marini ritratto con un cavallo di fronte al mare di Forte dei Marmi, Giorgio de Chirico in gondola a Venezia, Mario Schifano con gli occhi coperti da un pennello, Andy Warhol al telefono, mentre il fotografo si riflette in uno specchio, nelle pareti della Factory.
Con Alberto Burri nasce un rapporto di amicizia che lo accompagnò fino agli ultimi giorni del pittore. Le immagini dell'inverno del 1976, nella casa isolata dell'artista e senza alcun assistente, immortalano indelebilmente la creazione delle combustioni nel rapidissimo ed emblematico utilizzo del fuoco.
Tra il 2011 e il 2018 riuscì a realizzare un ampio lavoro fotografico sull'imponente Cretto di Burri, a Gibellina, come aveva promesso all'artista prima che morisse.
Le fotografie di Amendola sono state esposte in Europa, Asia e Stati Uniti. Nel 2007 è stato il primo artista ad allestire una mostra fotografica al Museo Ermitage di San Pietroburgo.
In occasione del 450º anniversario della morte di Michelangelo è stato invitato a esporre 23 gigantografie presso le Cappelle Medicee di Firenze.
Interrogato nel 2018 sulla sua filosofia di lavoro, tuttora analogico, ha ribadito la sua convinzione nei metodi tradizionali: bisogna far vedere quello che la gente non vede e questo accade soltanto lavorando sulla luce.

## Artisti ritratti da Aurelio Amendola
I ritratti realizzati da Aurelio Amendola ad artisti, pittori, scultori, uomini di cultura sono contenuti in una imponente serie di volumi, monografie e cataloghi, anche a testimonianza del suo rapporto personale con i personaggi da ritrarre.
In ordine alfabetico (non esaustivo): Carla Accardi, Roberto Barni, Alberto Burri, Enrico Castellani, Mario Ceroli, César Baldaccini, Enzo Cucchi, Sandro Chia, Giorgio De Chirico, Piero Dorazio, Gillo Dorfles, Novello Finotti, Hans Hartung, Renato Guttuso, Marcello Jori, Jannis Kounellis, Wifredo Lam, Roy Lichtenstein, Luigi Mainolfi, Giacomo Manzù, Marino Marini, Titina Maselli, Eliseo Mattiacci, Fausto Melotti, Igor Mitoraj, Aldo Mondino, Henry Moore, Hermann Nitsch, Luigi Ontani, Mimmo Paladino, Claudio Parmiggiani, Michelangelo Pistoletto, Arnaldo Pomodoro, Antonio Recalcati, Larry Rivers, Mario Schifano, Julian Schnabel, Antoni Tàpies, Joe Tilson, Giuliano Vangi, Emilio Vedova, Andy Warhol, Gilberto Zorio.

## Esposizioni (selezione)
- 1978 Giovanni Pisano. Charleston, Spoleto USA Festival
- 1986 Ritratti di Artisti. Madrid, Arco Fiera
- 1989 Umanità dell'arte. Bologna, Artefiera
- 1991 Aurelio Amendola. L'occhio Indiscreto. Milano, Fondazione Stelline
- 1995 Un occhio su Michelangelo. Fotografie di Aurelio Amendola. A cura di Philippe Daverio. Milano, Palazzo Reale
- 2000 Leggere una città. Edimburgo, Talbot Rice gallery - Pistoia, Palazzo Comunale
- 2002 Magnete. Presenze artistiche straniere in Toscana 1960-2000. Pistoia, Fattoria di Celle
- 2006 Alberto Burri. Madrid, Museo Nacional Centro de Arte Reina Sofia
- 2007 Michelangelo scultore. San Pietroburgo, Ermitage
- 2007 Ritratti di artisti. Parigi, Galleria Minini
- 2008 United Artists of Italy. Saint-Etienne, Musee d'Art Moderne
- 2008 Opere per una collezione fotografica. Torino, Castello di Rivoli
- 2008 Michelangelo/Burri la colpa è di chi m'ha destinato al foco. Firenze, Galleria Frittelli
- 2008 Michelangelo. Il genio. San Paolo Brasile, MUBE
- 2008 Perché i sensi vedano. A cura di Bruno Corà. Pistoia, Palazzo Comunale
- 2010 Michelagelos Sinnlichkeit. Berlino, Galleria Nove
- 2010 Piero Dorazio a Todi. Todi, Palazzo Comunale
- 2011 Padiglione Italia (Toscana), LIV Biennale D'Arte Venezia, Firenze, Villa Bardini
- 2011 Renato Guttuso, Immaginazione realistica. Castelbasso, Palazzo Clemente
- 2012 Happenings. Milano, Galleria Giorgio Marconi
- 2012 Combustion, Alberto Burri. Nizza, Galleria Sapone
- 2012 Mille scatti per una storia d'Italia. Parma, Palazzo del Governo
- 2013 Aurelio Amendola, Happenings. Bologna, Galleria De' Foscherari - Punta dell'Este (Uruguay), Fundación Pablo Atchugarry
- 2014 Aurelio Amendola Roy Lichtenstein 1977. A cura di Marco Meneguzzo. Catanzaro, Casa della Memoria – Fondazione Mimmo Rotella
- 2014 In Atelier. Aurelio Amendola: fotografie 1970-2014. A cura di Vincenzo Trione. Milano, Triennale
- 2014 Sacro e profano. La Basilica di San Pietro. Lucca, Palazzo Ducale
- 2014 Il potere dello sguardo. Firenze, Cappelle Medicee
- 2015 Aurelio Amendola Andy Warhol. A cura di Piero Mascitti. Torino, Galleria Accademia
- 2015 About Warhol. Factory portrait by Aurelio Amendola. Londra, Moretti Fine Art
- 2015 Le Cere vive. Le cere della Specola nelle immagini di Aurelio Amendola. Firenze, Palazzo Pitti
- 2015 Burri e Pistoia. A cura di Bruno Corà. Pistoia, Palazzo Sozzifanti
- 2016 Dialoghi silenziosi. A cura di Marco Meneguzzo, Firenze, Galleria Santo Ficara
- 2016 Andy Warhol fotografato da Aurelio Amendola. New York 1977 e 1986. A cura di Antonio Natali, Walter Guadagnini e Eike Schmidt. Firenze, Gallerie degli Uffizi
- 2016 I volti dell'arte. A cura di Walter Guadagnini. Lugano, Centro Esposizioni
- 2016 Michelangelo, Burri, Hartung nelle foto di Aurelio Amendola. Gaeta, Pinacoteca
- 2016 Scultori. A cura di Flaminio Gualdoni. Milano, Galleria Monopoli
- 2016 Michelangelo fotografato da Aurelio Amendola. Carrara, Fondazione Giorgio Conti, Palazzo Cucchiari
- 2017 Aurelio Amendola. Il primato della luce. A cura di Antonio Natali e Adriano Bimbi. Pontassieve, Sala delle Colonne, Palazzo Comunale
- 2017 Andy Warhol da New York alle Stelline. Leonardo di Warhol / Warhol di Amendola. A cura di Walter Guadagnini e Alessandra Klimciuk. Milano, Fondazione Stelline
- 2017 Aurelio Amendola Michelangelo Affreschi Digitali & Dintorni. Firenze, Accademia delle Arti del Disegno
- 2018 Michelangelo. Anima e corpo. Henraux, Lucca. A cura di Mario Botta
- 2018 Aurelio Amendola. Sguardi. A cura di Giovanni Gazzaneo. Grosseto, Museo Archeologico - Museo Diocesano
- 2018 Aurelio Amendola. Il fotografo, gli artisti, le opere. A cura di Marco Bazzini. Matera, MUSMA Museo della Scultura Contemporanea
- 2018 Roy Lichtenstein e la Pop Art americana. Mamiano, Fondazione Magnani Rocca
- 2019 Obiettivi su Burri. Fotografie e fotoritratti di Alberto Burri dal 1954 al 1993. A cura di Bruno Corà. Città di Castello, Fondazione Palazzo Albizzini Collezione Burri, Ex Seccatoi del tabacco
- 2021 La Pietà di Michelangelo. Lo sguardo di Aurelio Amendola fra naturalismo e astrazione. A cura di Antonio Natali. Firenze, Museo dell’Opera del Duomo
- 2022 An Eye on Michelangelo and Bernini. Palm Beach, Society of the Four Arts

## Premi e riconoscimenti
Nel 1994 il suo volume Un occhio su Michelangelo, dedicato alla cappella medicea in San Lorenzo a Firenze, vince il Premio Oscar Goldoni per il miglior libro di argomento fotografico edito in Italia.
Nel 1997 ottiene il premio Cino da Pistoia, come premio alla carriera da parte della città natale, seguito dal Micco nel 2012, massimo riconoscimento della città di Pistoia.
Nell'ottobre 2014 l'Accademia delle Belle Arti di Catanzaro gli conferisce il diploma Accademico Honoris Causa in arti visive e il titolo di Accademico d'Italia, riconoscendo l'eccellenza della Sua attività artistica e professionale e il grandissimo contributo apportato alla valorizzazione della cultura italiana nella sua unicità e nelle sue articolazioni.
Nel luglio 2016 Il Comune di Gaeta lo premia con il riconoscimento Una Vita per l'arte, attribuito annualmente a personaggi che hanno dedicato all'arte la propria vita.

## Pubblicazioni (selezione)
- L'occhio indiscreto: un fotografo alla scoperta degli artisti (introduzione Silvio Ceccato, note di Tommaso Trini), Bergamo, Bolis, 1991.
- Un occhio su Michelangelo. Le tombe dei Medici nella Sagrestia nuova a Firenze dopo il restauro (testi di James Beck, Bruno Santi, Antonio Paolucci), Bergamo, Bolis, 1993.
- Kounellis: mistral (a cura di Bruno Corà, fotografie di Aurelio Amendola), Bergamo, Bolis, 1996.
- Marino Marini: cavalli e cavalieri (a cura di Marco Meneguzzo, fotografie di Aurelio Amendola), Milano, Skira, 1997.
- Bernini. La scultura in San Pietro (testi di Andrea Bacchi, Stefano Umidei), Milano, Federico Motta Editore, 1998.
- Il David di Michelangelo. Fotografie di Aurelio Amendola (testo di Antonio Paolucci), Milano, Federico Motta Editore, 2002.
- Aurelio Amendola: sacra immagine (a cura di Flaminio Gualdoni), Bologna, FMR-Arte, 2007.
- Canova alla corte degli zar: capolavori dall'Ermitage di San Pietroburgo (a cura di Sergej Androsov, Fernando Mazzocca, fotografie di Aurelio Amendola), Milano, Federico Motta Editore, 2008.
- Aurelio Amendola: fotografia perché i sensi si vedano (a cura di Bruno Corà), Pistoia, Gli Ori, 2008.
- Michelangelo/Burri: colpa è di chi m'ha destinato al foco. Fotografie di Aurelio Amendola, Firenze, Cambi, 2008.
- Arte ambientale: fattoria di Celle, collezione Gori (campagna fotografica di Aurelio e Francesca Amendola), Pistoia, Gli Ori, 2009.
- Combustion, Aurelio Amendola Alberto Burri (testi di Bruno Corà, Chiara Sarteanesi), Perugia, Ali&no, 2012.
- Aurelio Amendola: fotografo per l'arte e per gli artisti (a cura di Elena La Spina), Arezzo, Magonza, 2013.
- In atelier: Aurelio Amendola, fotografie 1970-2014 (a cura di Vincenzo Trione), Forlì, Arca, 2014.
- Aurelio Amendola, Roy Lichtenstein 1977 (a cura di Marco Meneguzzo), Cinisello Balsamo, Silvana Editoriale, 2014.
- Il potere dello sguardo: Michelangelo a Firenze nelle immagini di Aurelio Amendola (testi di Cristina Acidini, Monica Bietti, Monica Maffioli), Forlì, Arca, 2014.
- Aurelio Amendola. Andy Warhol (a cura di Piero Mascitti), Cinisello Balsamo, Silvana Editoriale, 2015.
- La Basilica di San Pietro (a cura di Pasquale Iacopone), Edizioni UTET Grandi Opere-FMR, 2015.
- Andy Warhol fotografato da Aurelio Amendola, New York 1977 e 1986 (testi di Eike Schmidt, Antonio Natali e Walter Guadagnini), Edizioni UTET Grandi Opere-FMR 2016.
- Andy Warhol da New York alle Stelline: Leonardo di Warhol /Warhol di Amendola (testi di Walter Guadagnini, Alessandra Klimciuk), Milano, Skira, 2017.
- Aurelio Amendola: il primato della luce (a cura di Antonio Natali e Adriano Bimbi), Firenze, Polistampa, 2017.
- Aurelio Amendola: il fotografo, gli artisti, le opere (a cura di Marco Bazzini), Arezzo, Magonza, 2018.
- Alberto Burri. Il Grande Cretto di Gibellina (testo di Massimo Recalcati, fotografie di Aurelio Amendola), Arezzo, Magonza, 2018.

## Filmografia
Nell'estate 2015 è andato in onda in prima visione sul canale Sky Arte HD il docufilm L'occhio sull'Arte: Storia di Aurelio Amendola, prodotto da Piero Mascitti e Didi Gnocchi, montaggio e regia di Beatrice Corti.